# Rapides Parish
Rapides Parish (franska: Paroisse de Rapides) är ett administrativt område, parish, i delstaten Louisiana, USA. År 2010 hade området 131 613 invånare. Området innehåller bland annat städerna Alexandria och Pineville.

## Geografi
Enligt United States Census Bureau har countyt en total area på 3 527 km². 3 425 av den arean är land och 102 km² är vatten.

### Angränsande områden
- Grant Parish - norr
- La Salle Parish - nordost
- Avoyelles Parish - öster
- Evangeline Parish - sydost
- Allen Parish - sydväst
- Vernon Parish - väster
- Natchitoches Parish - nordväst